# Cyphia revoluta
Cyphia revoluta är en klockväxtart som beskrevs av Franz Elfried Wimmer. Cyphia revoluta ingår i släktet Cyphia, och familjen klockväxter. Inga underarter finns listade i Catalogue of Life.